# Dvorac Mali Tabor
Dvorac Mali Tabor je višeslojni objekt u mjestu Prišlin, općini Hum na Sutli, zaštićeno kulturno dobro.

## Opis dobra
Dvorac Mali Tabor smješten je na rubu naselja Prišlin, na padini s koje se pruža pogled na dolinu Sutle. Prvobitno utvrda, tijekom 17. stoljeća preoblikovana je u dvorac. Danas postoje samo dva jednokatna krila i tri ugaone kule s tim da je poznata pozicija četvrte kule. Prostorna organizacija riješena je nizanjem prostorija uz vanjska perimetralne zidove dok se prema dvorišnoj strani proteže hodnik iz kojeg se pristupa spomenutim prostorijama. U prizemlju je trijem dok je u katu zatvoreni hodnik s prozorima. Nekad je oko dvorca bio perivoj. Godine 1502. darovan je braći Ratkaj, a posljednji vlasnik dvorca bio je irski barun Jakov Cavanagh.

## Zaštita
Pod oznakom Z-2706 zavedena je kao nepokretno kulturno dobro - pojedinačno, pravna statusa zaštićena kulturnog dobra, klasificirano kao "profana graditeljska baština".